# Endoll intel·ligent

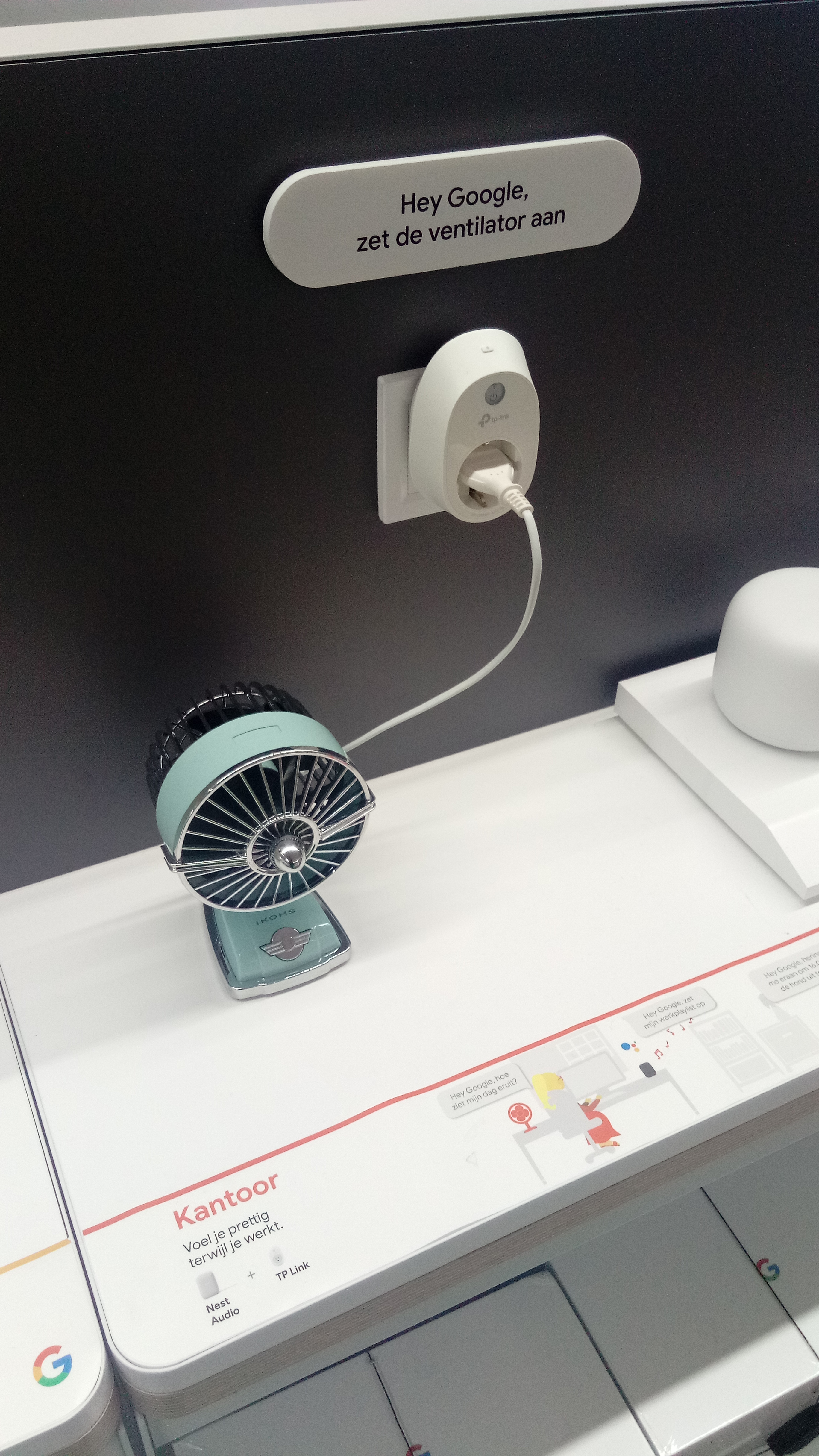
Mostra a Rotterdam de com utilitzar l'Assistent de Google amb un endoll intel·ligent per encendre un ventilador elèctric (zet de ventilator aan)

Un endoll intel·ligent és un endoll i base elèctrica al mateix temps, és a dir una base o presa de corrent aérea que a l'altre costat té un connector elèctric. Es pot instal·lar entre cables d'alimentació i les bases de paret actuant com un interruptor d'alimentació controlat a distància. Com a tal, els endolls intel·ligents es poden utilitzar per convertir en "intel·ligents" equips elèctrics "no intel·ligents" i, per tant, habilitar aquests dispositius per a la domòtica o la automatització d'edificis, molt interessant, per engegar la calefacció estant lluny de la llar i així poder trobar-la calenta en arribar a casa.
Els endolls intel·ligents es poden controlar, per exemple, mitjançant una aplicació mòbil, un concentrador domèstic intel·ligent o un assistent virtual. Alguns exemples de protocols utilitzats per a la comunicació amb connectors intel·ligents inclouen Wi-Fi, Bluetooth, Zigbee i Z-Wave. Molts endolls intel·ligents tenen un amperímetre integrat perquè es pugui controlar el consum d'energia elèctrica (mesurat en quilowatts-hora) dels equips connectats, de molta utilitat per a fer estadístiues de despeses. Els endolls intel·ligents sovint tenen un perfil prim per no dificultar l'accés als endolls veïns d'una presa de corrent o d'un endoll.